# Silent Time Noise
Silent Time Noise ist ein 2010 initiiertes russisches Independent-Label. Es ist ein Subunternehmen von Satanarsa Records, das auf den Funeral Doom spezialisiert ist. Zu den populärsten über Silent Time Noise verlegten Bands zählen Interpreten wie Aamunkajo, SLOW, Abysmal Growls of Despair, Consummatum Est und Ankhagram.

## Katalog
| Jahr | Interpret                 | Titel                                                | Katalognummer  |
| ---- | ------------------------- | ---------------------------------------------------- | -------------- |
| 2010 | Sadael                    | Diary of Loss                                        | STNR-01        |
| 2010 | Consummatum Est           | Hypnagogia                                           | STNR-02        |
| 2010 | Ankhagram                 | Where Are You Now                                    | STNR-03        |
| 2011 | Until My Funerals Began   | Behind the Window                                    | STNR-04        |
| 2011 | 1000 Funerals             | Butterfly Decadence                                  | STNR-05        |
| 2012 | 1000 Funerals             | Portrait of a Dream                                  | STNR-06        |
| 2012 | Aamunkajo                 | Kaiku.                                               | STNR-07        |
| 2012 | I Chaos                   | Älä koskaan 人人来没有 (slip away from sky and them) | STNR-08        |
| 2013 | SLOW                      | III - Gaïa                                           | STNR-09        |
| 2013 | Until My Funerals Began   | False Horizon                                        | STNR-10        |
| 2014 | Funeris                   | Waning Light                                         | STNR-11        |
| 2015 | Funeris                   | Funeral Symphonies                                   | STNR-14        |
| 2015 | Enthroned Darkness        | Grim Symphony of the Night                           | STNR-15        |
| 2015 | Heimskringla              | Vikingløypa                                          | STNR-16        |
| 2015 | Funeris                   | Act III: Bitterness                                  | STNR-17        |
| 2016 | Funeris                   | Nocturnes for Grim Orchestra                         | STNR-18        |
| 2016 | Abysmal Growls of Despair | Eternal Lament                                       | STNR-19        |
| 2016 | Funeris                   | Ghostly, Gloomy Notes                                | STNR-20        |
| 2017 | Funeris                   | Dismal Shapes                                        | STNR-21        |
| 2017 | Without Dreams            | Funeral in the Infinity of Cosmos                    | STNR-22        |
| 2018 | Funeris                   | Baleful Astral Elements                              | STNR-23        |
| 2019 | Aeternum Sacris           | 11.03.2011                                           | STNR-24        |
| 2019 | Without Dreams            | Withering                                            | STNR-25        |
| 2019 | Funeris                   | The Exquisiteness of a Dreary Sight                  | STNR-26        |
| 2019 | Nightfall Doom Metal      | Where Sad Souls Dwell                                | STNR-27        |
| 2019 | Aeternum Sacris           | Haunting like a Ghost                                | STNR-28        |
| 2019 | Locus Requiescat          | Into Dimensions Beyond the Utter Void                | STNR-29        |
| 2019 | Funeris                   | Elegies and Blood                                    | STNR-30        |
| 2020 | Poezd Rodina              | Take thy Servant                                     | STNR-31        |
| 2020 | Flegethon                 | Omnia Semper Fines                                   | STNR-32        |
| 2020 | Frowning                  | Death Requiem                                        | STNR-33        |
| 2020 | Nightfall Doom Metal      | Memories                                             | STNR-34        |
| 2020 | Abysmal Growls of Despair | Eternity Lies Blackened                              | STNR-35        |
| 2020 | Funeris                   | As the Dark Lulls                                    | STNR-36        |
| 2021 | Rigor Sardonicous         | Ridenti mortuus                                      | STNR-37        |
| 2021 | Solautumn                 | Under the Sky of a Dying Heaven                      | STNR-38        |
| 2021 | Solautumn                 | Autunnaria                                           | STNR-39        |
| 2021 | Dogme                     | Eons                                                 | STNR-40        |
| 2021 | Nightfall Doom Metal      | Echoes in Infinity                                   | STNR-41        |
| 2021 | Funeris                   | Through Callous Time                                 | STNR-42        |
| 2021 | Aphonic Threnody          | The All Consuming Void                               | STNR-43/GSP377 |
| 2022 | Disolución en la Nada     | R Aquarii                                            | STNR-44        |
| 2023 | Abyssal                   | A Deep Sea Funeral                                   | STNR-45        |